# Gomba
Gomba là một thị trấn thuộc hạt Pest, Hungary. Thị trấn này có diện tích 39,71 km², dân số năm 2010 là 3007 người, mật độ 76 người/km².